# 皇野
皇野（？—？），子姓，皇氏，名野，宋国司马，字子仲。
前481年（鲁哀公十四年、宋景公三十六年），宋景公知道了向魋要加害他，请皇野相救。皇野说不得到左师向巢的同意是不行的。宋景公派皇野去请向巢一起打猎，向巢和皇野同乘一辆车，到达逢泽，宋景公告诉向巢原因，向巢下拜，不能起立。皇野请宋景公和向巢盟誓。皇野请求兵符，以命令他的部下攻打桓魋。他的父老兄长和旧臣说：“不行。”他的新臣说：“服从我们国君的命令。”皇野就进攻。向魋失败逃亡卫国、齐国。皇野想立杞姒生的皇非我为嫡子，右师皇瑗的兒子皇麇说一定要立皇野的长子皇伯，皇伯是良材。皇野愤怒不听从。前478年（鲁哀公十七年、宋景公三十九年），有人說皇麇打算接纳桓氏，皇野对宋景公说：“右师皇瑗已老，不会作乱，皇麇怎么样我就不知道了。”宋景公抓住皇麇。次年皇瑗被杀。